# Mlaca Tătarilor
Mlaca Tătarilor este o arie protejată (arie specială de conservare — SAC, sit de importanță comunitară — SCI) din România, desemnată în scopul protejării biodiversității și menținerii într-o stare de conservare favorabilă a florei spontane și faunei sălbatice, precum și a habitatelor naturale de interes comunitar aflate în arealul zonei de protecție. Aceasta se întinde în sudul Transilvaniei, pe teritoriul județului Sibiu.

## Localizare
Aria naturală  se află în extremitatea sud-estică a județului Sibiu (aproape de limita cu județul Brașov), pe teritoriul administrativ al comunei Arpașu de Jos, în partea sudică a satului Arpașu de Sus, în apropiere de drumul național DN7C, Transfăgărășan.

## Înființare
Instituirea regimului de arie naturală protejată pentru situl de importanță comunitară „Mlaca Tătarilor” s-a făcut prin  Ordinul Ministerului Mediului și Dezvoltării Durabile Nr.1964 din 13 decembrie 2007 (privind instituirea regimului de arie naturală protejată a siturilor de importanță comunitară, ca parte integrantă a rețelei ecologice europene Natura 2000 în România). Situl a fost protejat și ca arie specială de conservare în mai 2022. Acesta se întinde pe o suprafață de 3,7 hectare și se suprapune rezervației naturale Lacul Tătarilor.
Aria protejată reprezintă o zonă de pășuni și mlaștini oligotrofe (încadrată în bioregiune continentală a Depresiunii colinare a Transilvaniei) aflată în partea nordică a Munților Făgăraș (masiv muntos care face parte din Carpații Meridionali) în Țara Făgărașului. Aceasta adăpostește o gamă variată de vegetație și faună specifice turbăriilor.

## Biodiversitate
Situl conservă un habitat natural de interes comunitar de tip: Comuntății depresionare din Rhynchosporion pe substraturi turboase și protejează un amfibian (aflat pe lista roșie a IUCN) din specia Triturus cristatus (triton cu creastă).

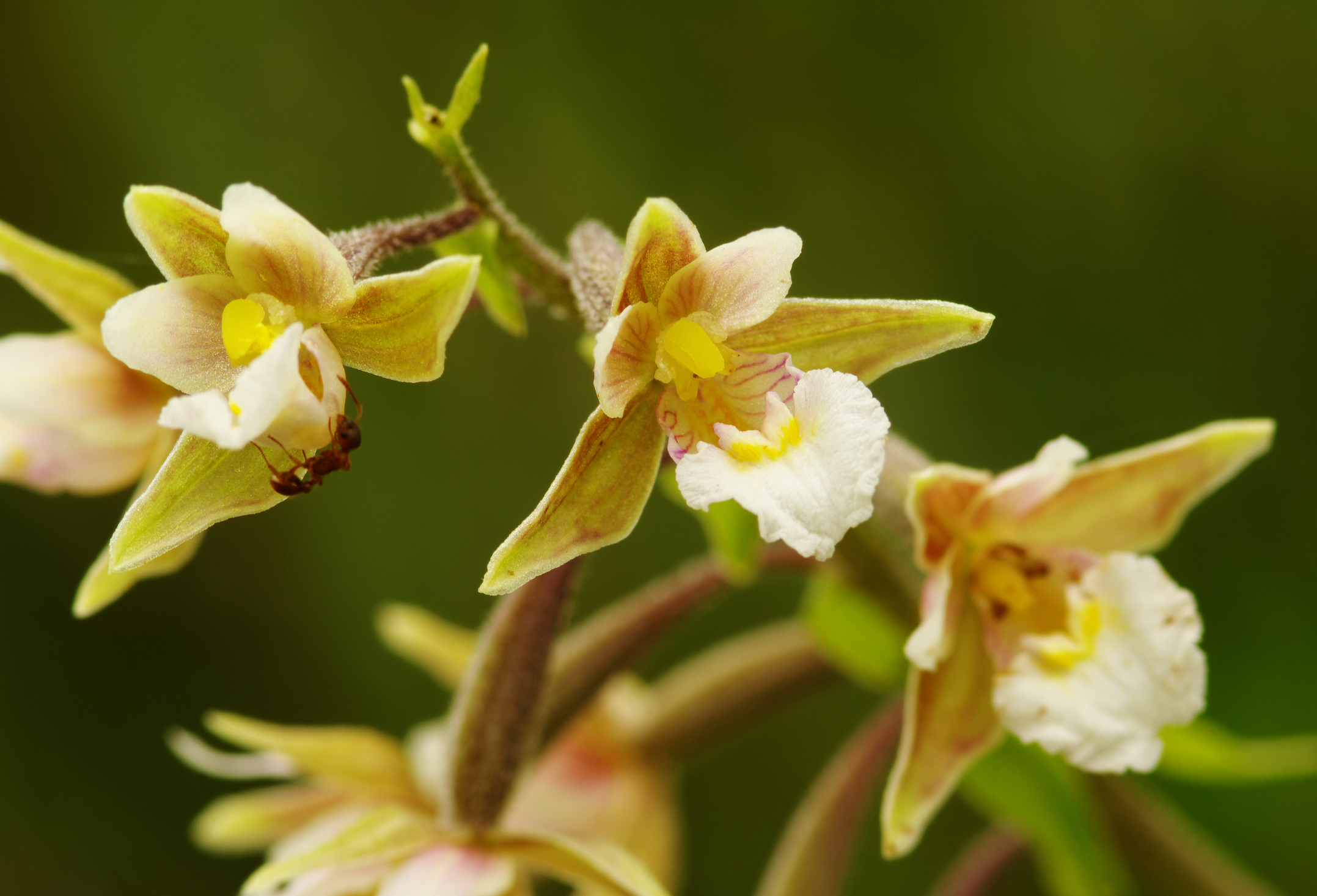
Mlăștiniță (Epipactis palustris)

Flora este una caracteristică zonelor umede, alcătuită din vegetație lemnoasă cu specii de arbori și arbusti); printre care: anin (Alnus glutinosa), mesteacăn pufos (Betula pubescens), salcie aurită (Salix aurita) și merișor (Vaccinium vitis-idaea), crușin (Frangula alnus).
Vegetația ierboasă are în componență specii de: pufuliță (Epilobium hursutum), roua cerului (Drosera rotundifolia), răchitan (Lythrum salicaria), piciorul cocoșului (Ranunculus repens), limbariță (Alisma plantago-aquatica), calcea calului (Caltha laeta), trifoi de baltă (Menyanthes trifoliata), sclipeți (Potentilla erecta, specie cunoscută în alte zone ale țării sub denumirea populară de coada racului), sânzâiene (din specia Galium uliginosum), pipirig de munte (Juncus alpinoarticulatus), bumbăcăriță (cu specii de Eriophorum gracile, Eriophorum vaginatum și Eriophorum angustifolium), rogozuri (cu specii de Carex nigra, Carex echinata, Carex lepidocarpa și Carex diandra), mlăștiniță (Epipactis palustris), bucățel (Agrostis canina) și șuvară (Molinia caerulea). 
Fauna este constituită din mamifere cu specii de: șoarece pitic (Micromys minutus), chițcan de apă (Neomys fodiens); reptile și amfibieni: triton cu creastă (Triturus cristatus), broască țestoasă de baltă (Emys orbicularis), brotacul verde de copac (Hyla arborea), broască roșie de munte (Rana temporaria); precum și fluturi cu specii de Erynnis tages, Maniola jurtina, Melanargia galathea sau Anthocharis cardamines.

## Căi de acces
- Drumul național DN1 pe ruta: Făgăraș - Beclean - Dridif - Voila - Viștea -  Arpașu de Jos.

## Monumente și atracții turistice
În vecinătatea sitului se află mai multe obiective de interes istoric, cultural și turistic; astfel:

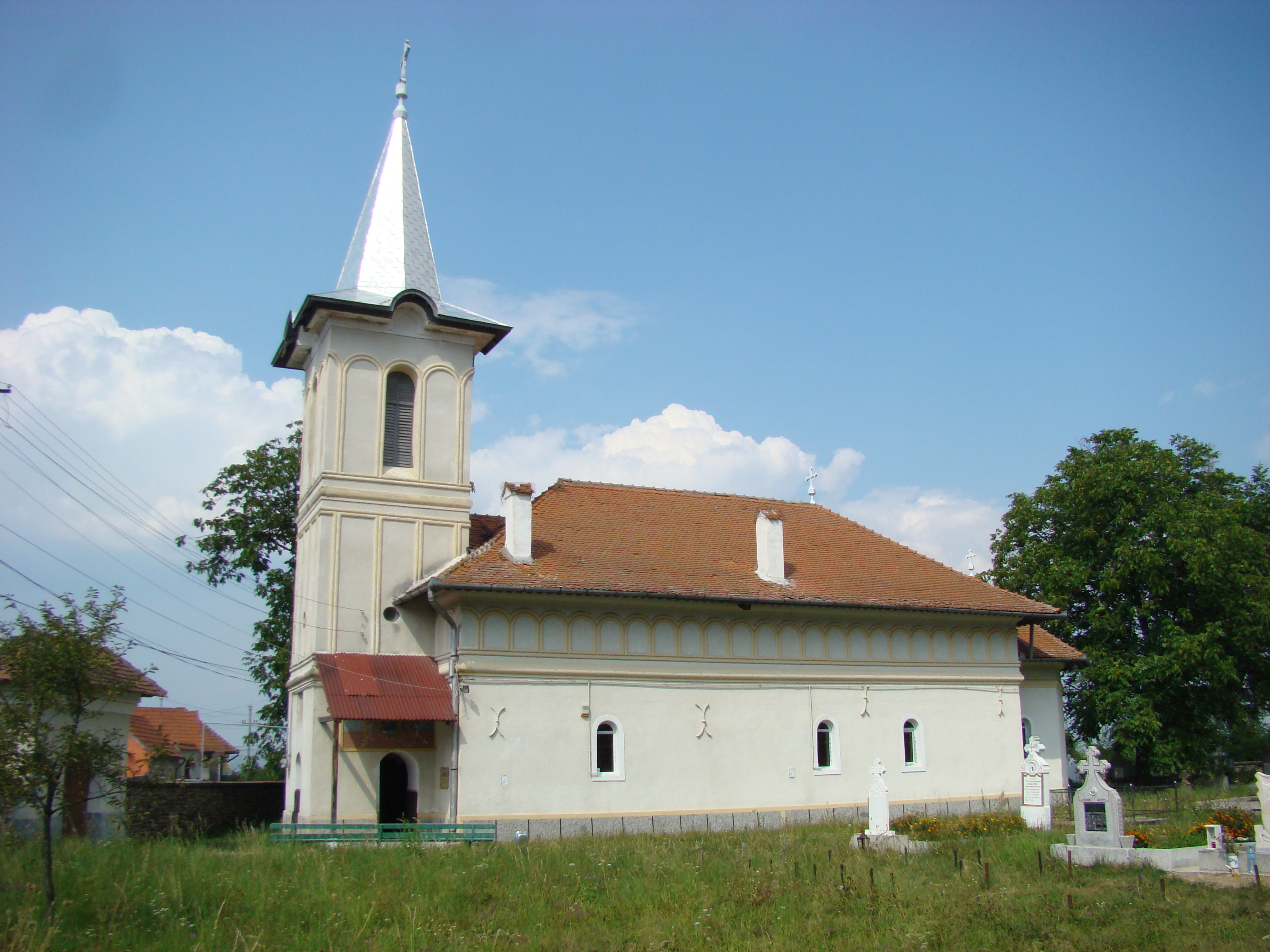
Biserica „Adormirea Maicii Domnului” din Arpaşu de Sus

- Biserica "Adormirea Maicii Domnului" din satul Arpașu de Sus, construcție 1791, monument istoric.
- Biserica "Buna Vestire" (Streza) din Cârțișoara, construcție 1818, monument istoric.
- Biserica "Sf. Nicolae" (Oprea) din Cârțișoara, construcție 1806, monument istoric.
- Biserica „Sfântul Mare Mucenic Gheorghe” din Arpașu de Sus
- Situl arheologic "Cetățeaua" de la Arpașu de Jos (Hallstatt, sec. I a. Chr.- I p. Chr., Cultura geto - dacică).
- Transfăgărășanul (DN7C), unul din cele mai spectaculoase drumuri din România, care leagă Muntenia de Transilvania.
- Rezervațiile naturale: Lacul Tătarilor, Golul Alpin al Munților Făgăraș între Podragu - Suru și Valea Bâlii.